# Sam Verhoeven
Sam Verhoeven (21 februari 1981) is een Vlaams acteur en componist.

## Loopbaan
Verhoeven is sinds 2001 actief als acteur in verschillende musicals, revues en comedy's. Hij werd in 2009 algemeen directeur van het Fakkeltheater te Antwerpen. Hij is oprichter van Judas TheaterProducties, een Vlaams productiehuis dat musicalcreaties op de planken brengt. Daarnaast is hij mede-oprichter van het productiehuis Het Achterland.
Verhoeven componeerde de muziek voor verschillende musicals, zoals Lelies, Josephine B., Muerto! en De Rozenoorlog. In 2012 won hij de Vlaamse Musical Prijs voor 'Beste inhoudelijke prestatie' voor zijn partituur van Lelies. Hij werd in 2005 gastheer van het café-chantantprogramma Hotel Vocal.

## Theater
| Titel                    | Rol                               | Genre              | Producent                        | Jaar                |
| ------------------------ | --------------------------------- | ------------------ | -------------------------------- | ------------------- |
| Race, de musicalsensatie | Sander Bogaerts                   | Musical            | Theater Nuts                     | 2001                |
| Kuifje, de zonnetempel   | Ensemble, understudy Kuifje       | Musical            | Tabas&co                         | 2001-2002           |
| She loves me             | Arpad                             | Musical            | Koninklijk Ballet van Vlaanderen | 2002                |
| De kleine zeemeermin     | Matroos Merlijn, oester, haai     | Musical            | Studio 100                       | 2004                |
| Dracula                  | Serban, ensemble                  | Musical            | Music Hall                       | 2005                |
| Een lied van zand        | Jefke                             | Musical            | vzw Kempenshows                  | 2006                |
| Kuifje: De Zonnetempel   | Ensemble, understudy Kuifje       | Musical            | Musical dreams                   | 2007                |
| Caals Comedy club        | Gastoptreden                      | Televisieprogramma | Benelux Theater                  | 2007-2008-2010-2011 |
| Daens                    | Ensemble, alternate Jan de Meeter | Musical            | Studio 100                       | 2008-2009           |
| Azzek nog zou trouwen    | Regie, Jefke                      | Musical/revue      | Big Smile Entertainment          | 2011-2012           |
| You're Nobody            | Muzikale leiding, Robbie          | Musical            | Theater T.A.K.                   | 2011                |
| Liedjes van Annie        | cast, producent                   | Musical            | Judas TheaterProducties          | 2019                |

## Eigen producties
| Titel                                 | Rol                                            | Genre         | Jaar             |
| ------------------------------------- | ---------------------------------------------- | ------------- | ---------------- |
| Je negeert de waarheid!?              | Producent, componist, tekstschrijver en acteur | Musical       | 2001, 2002, 2006 |
| Davidse-en toch heb ik mij geamuseerd | Coproducent, componist, acteur                 | Musical       | 2002             |
| Jij bent goud waard, Charlie Brown    | Producent, Charlie Brown                       | Musical       | 2007             |
| The party is over                     | Producent                                      | Musical       | 2007, 2009, 2010 |
| The last 5 years                      | Producent                                      | Musical       | 2008             |
| Je Anne                               | Producent                                      | Musical       | 2009             |
| Ganesha                               | Producent                                      | Musical       | 2010             |
| Lelies                                | Producent, componist                           | Musical       | 2011             |
| Josephine B.                          | Producent, componist                           | Musical       | 2013             |
| Muerto!                               | Componist                                      | Musical       | 2013             |
| Pauline & Paulette                    | Producent                                      | Musical       | 2014             |
| Aspe - Moord in het theater           | Componist                                      | Toneel        | 2014             |
| Jip & Janneke                         | Componist                                      | Kindertheater | 2015             |
| Lelies                                | Producent, componist                           | Musical       | 2015             |
| Jaak & De Bonenstaak                  | Componist                                      | Musical       | 2015             |
| De Muze van Rubens                    | Componist, producent                           | Musical       | 2016             |
| Muerto 2.0                            | Componist, coproducent                         | Musical       | 2016             |
| De Rozenoorlog                        | Producent, componist                           | Musical       | 2016             |
| Arthur, of hoe je koning kan worden   | Componist                                      | Musical       | 2016             |
| Schone Schijn 2                       | Componist                                      | Musical       | 2016             |
| Aspe 2                                | Componist                                      | Musical       | 2016             |
| Goodbye, Norma Jeane                  | Componist                                      | Musical       | 2017             |
| Magdalena                             | Componist                                      | Musical       | 2018             |
| Iedereen Beroemd                      | Producent                                      | Musical       | 2018             |
| Aladdin                               | Componist                                      | Musical       | 2019             |
| November '89                          | Componist                                      | Musical       | 2019             |
| Liedjes van Annie                     | Producent                                      | Musical       | 2019             |
| Goodbye, Norma Jeane (tournee NL)     | Componist                                      | Musical       | 2020             |
| Pocahontas                            | Componist                                      | Musical       | 2020             |
| A xXxmas Carola                       | Componist                                      | Musical       | 2024             |

## Televisie
Verhoeven speelde de rol van Geert de Pauw in de Vlaamse soap Familie.

## Nasynchronisatie
Verhoeven deed nasynchronisatie voor verschillende films en series, zoals:
- The Wild (animatiefilm Disney)
- De Leeuwenkoning III (animatiefilm Disney)
- Cars (animatiefilm Disney)
- Een luizenleven (animatiefilm Disney)
- Happy Feet (animatiefilm Warner Bros.)
- Open season (animatiefilm Sony pictures)
- LazyTown (televisieserie) - Sportacus, Stingy, Burgemeester Milford
- Imagination Movers (animatieserie) - Rich
- The Wild Kratts (animatieserie)- Chris Kratt